# نادي ستيل آذين
نادي ستيل آذين لكرة القدم (بالفارسية: باشگاه فوتبال استیل‌آذین تهران) هو نادي رياضي لكرة القدم يقع مقره في العاصمة الإيرانية طهران. تأسس عـام 1999.

## وصلة خارجية
- الموقع الرسمي للنادي